# Sankt Nikolai katolska församling
Sankt Nikolai katolska församling är en församling inom Romersk-katolska kyrkan i Stockholms katolska stift. Församlingen bildades 1961.
Församlingen utgör ett eget pastorat.

## Administrativ historik
Församlingen bildades 1961 och var annexförsamling i Sankta Birgitta katolska församling i Norrköping. Den blev en självständig församling år 1978.

## Series pastorum
Församlingen fick sin första kyrkoherde 1978.
| Verksam             | Namn                | Född | Död | Övrigt |
| ------------------- | ------------------- | ---- | --- | ------ |
| - (åtminstone 2013) | Gabriel Baldostamon |      |     |        |

## Kyrkor
- Sankt Nikolai kyrka i Linköping
- Sankta Birgittas Kloster i Vadstena
- Heliga Hjärtas Kloster vid Omberg
- Sankta Teresas katolska kapell i Västervik